# Granträsket (Burträsks socken, Västerbotten)
Granträsket är en sjö i Skellefteå kommun i Västerbotten och ingår i Rickleåns huvudavrinningsområde. Sjön har en area på 7,57 kvadratkilometer och ligger 264 meter över havet. Sjön avvattnas av vattendraget Sikån. Vid provfiske har bland annat abborre, gers, gädda och lake fångats i sjön.

## Delavrinningsområde
Granträsket ingår i det delavrinningsområde (718680-168292) som SMHI kallar för Utloppet av Granträsket. Medelhöjden är 283 meter över havet och ytan är 22,43 kvadratkilometer. Räknas de 8 avrinningsområdena uppströms in blir den ackumulerade arean 110,68 kvadratkilometer. Sikån som avvattnar avrinningsområdet har biflödesordning 2, vilket innebär att vattnet flödar genom totalt 2 vattendrag innan det når havet efter 115 kilometer. Avrinningsområdet består mestadels av skog (58 procent). Avrinningsområdet har 7,56 kvadratkilometer vattenytor vilket ger det en sjöprocent på 33,7 procent.

## Fisk
Vid provfiske har följande fisk fångats i sjön:
- Abborre
- Gärs
- Gädda
- Lake
- Mört
- Sik
- Siklöja